# Leucophenga neolacteusa
Leucophenga neolacteusa är en tvåvingeart som beskrevs av Singh och Bhatt 1988. Leucophenga neolacteusa ingår i släktet Leucophenga och familjen daggflugor. Inga underarter finns listade i Catalogue of Life.